# Sładkowo (obwód tiumeński)
Sładkowo (ros. Сладково) – wieś (sieło) w Rosji, w obwodzie tiumeńskim, ośrodek administracyjny rejonu sładkowskiego. W 2010 liczyła 3303 mieszkańców.